# Evangelische Kapelle Rachelshausen

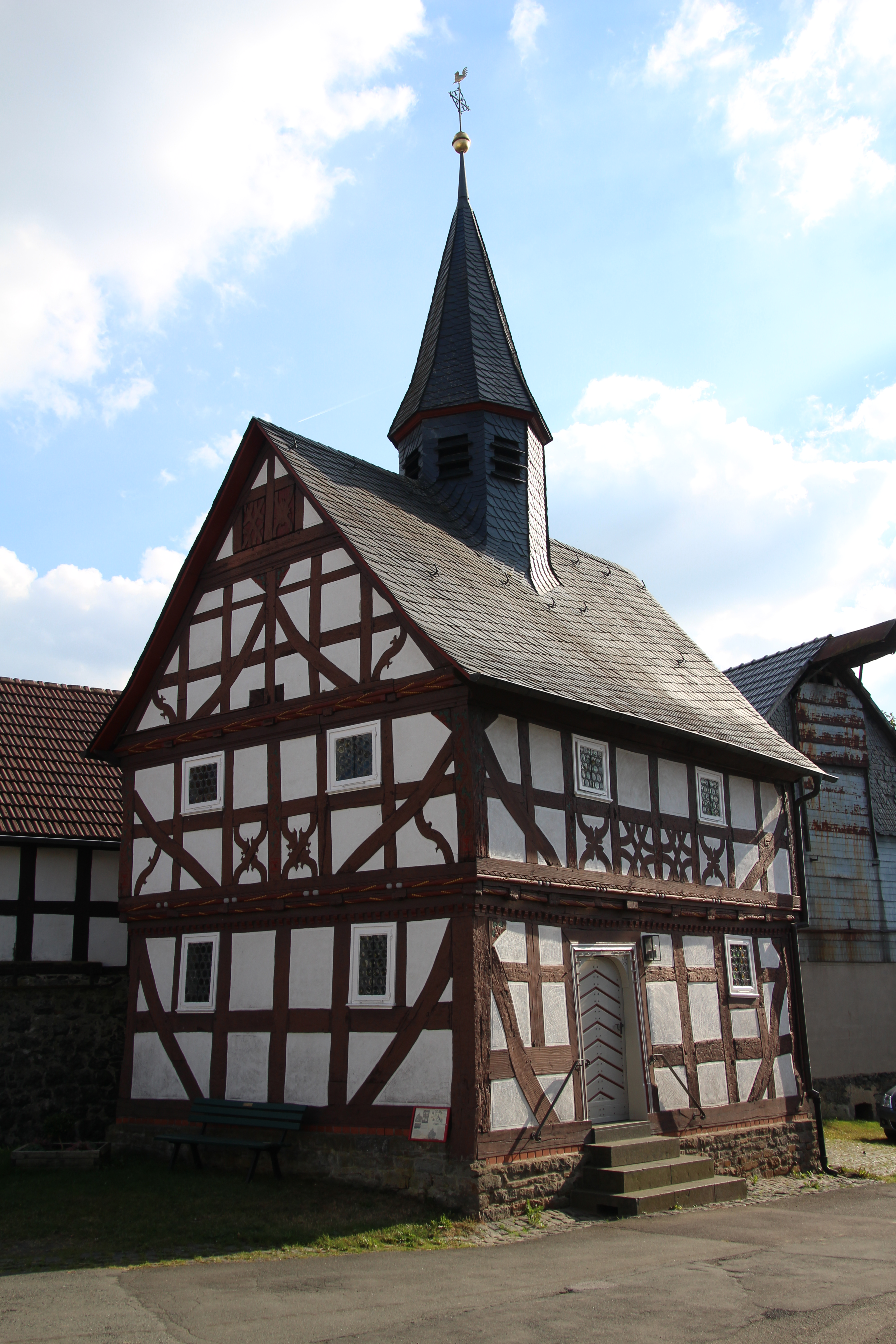
Kirche von Norden

Die evangelisch-lutherische Kapelle Rachelshausen ist eine denkmalgeschützte Fachwerkkirche in Rachelshausen im Hessischen Hinterland. Die zweigeschossige Barockkirche mit achtseitigem Spitzhelm-Dachreiter wurde wahrscheinlich 1626/1627 errichtet. Die reichen Zierformen im Brüstungsbereich sind für das Hessische Hinterland ungewöhnlich und weisen fränkischen Einfluss auf.

## Geschichte

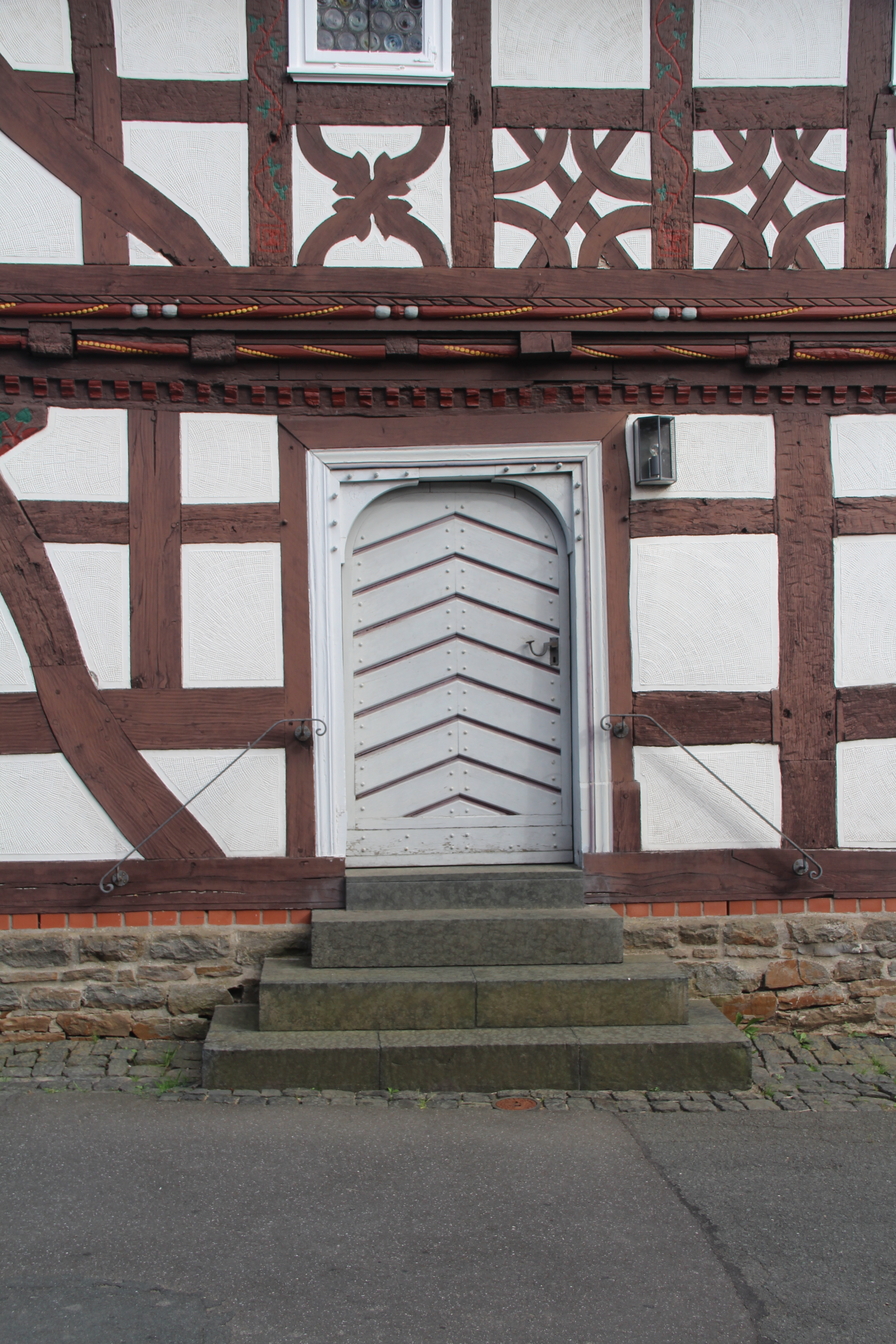
Reicher Zierschmuck aus dem Barock im Obergeschoss

Über den Vorgängerbau, der wahrscheinlich ebenfalls aus Holz errichtet war, sind keine Einzelheiten bekannt, nur dass er etwas weiter nördlich (Grundstück Klingelhöfer) stand. In kirchlicher Hinsicht gehörte Rachelshausen im Mittelalter zum Sendbezirk und Diakonat von Gladenbach und damit zum Archidiakonat St. Stephan in der Erzdiözese Mainz. 1577 ist erstmals eine Kapelle in Rachelshausen nachweisbar, die Filial von Gladenbach war. Erst im Jahr 1810 erhielt Rachelshausen das Bestattungsrecht. Bis dahin durften nach dem Salbuch des Diakonats Gladenbach aus dem Jahr 1737 nur Kinder, die unter fünf Jahren verstorben waren, in Rachelshausen beigesetzt werden.
Die ältere Forschung ist sich über das Erbauungsdatum nicht einig. Auf eine Errichtung der Kirche möglicherweise bereits im Jahr 1617 soll eine Bauinschrift über der Tür hingewiesen haben, die im Zuge der Renovierung 1939/1940 entfernt wurde und verloren ging. Auf 1626/1627 weist eine Kollektensammlung in Betziesdorf für den Rachelhauser Bau hin. Andere datieren den Bau aufgrund baugeschichtlicher Vergleiche auf Zeit um 1680. Es wurde vermutete, dass zu dieser Zeit eine Aufstockung des Obergeschosses im Stil des Barock durchgeführt worden sein könnte. Eine dendrochronologische Untersuchung von Hölzern aus allen Geschossen 1997/1998 ergab ein Fälldatum im Winter 1626/1627. Da zu der Zeit die frisch geschlagenen Hölzer direkt verbaut wurden, kann eine frühere wie spätere Errichtung ausgeschlossen werden. Die Kirche wurde demnach 1626/1627 errichtet und ist der älteste lutherische Kirchenbau des Marburger Hinterlandes unter der seit 1624 regierenden Herrschaft von Hessen-Darmstadt.
In Rachelshausen gab es 1585 neun Häuser. Die sechs Bauern hatten 16 Pferde, im Jahr 1630 gab es acht Bauern mit 13 Pferden, 1640 wieder sechs Bauern. 
Im Jahr 1836 wurde ein Drittel des Fußbodens mit neuen Sandsteinplatten belegt, 1869 folgte der Rest. Umfassende Renovierungsarbeiten wurden 1854 abgeschlossen, die alte Mensa des Altars durch eine Schieferplatte ersetzt und der steinerne Sockel und die Wandverkleidungen 1880 erneuert.
Im Jahr 1927 war die Kapelle baufällig und schien im Folgejahr einsturzgefährdet, sodass Abrisspläne entstanden. Ludwig Hofmann sprach sich 1931 für einen Abriss aus, dem die Denkmalpflege 1932 zustimmte. Durch den Tod von Hofmann und aufgrund der schlechten Finanzlage der Gemeinde, die einen neuen Gemeindesaal befürwortete, kam es jedoch zu keinem Neubau. Als sich die Denkmalpflege 1938 für eine Instandsetzung der Kapelle aussprach und einen Zuschuss in Aussicht stellte, bewilligte die Gemeinde 1000 Reichsmark für die Renovierung. Durch die langsame Arbeit der Baubehörde wurde die Renovierung verzögert. Wegen akuter Einsturzgefahr empfahl Landesoberbaurat Kurt Müller nach einer Besichtigung im Jahr 1938 die Versetzung der Kapelle. Dies stieß beim Bezirkskonservator und der Gemeinde auf Zustimmung. Nachdem die Gemeinde 2000 RM bewilligt hatte, begannen am 1. September 1939 die Renovierungsmaßnahmen. Die Kosten betrugen schließlich 5000 RM, von denen die Landeskirche 1000 RM übernahm.
Das heutige äußere und innere Erscheinungsbild der Kapelle geht weitgehend auf eine umfassende Renovierung in den Jahren 1939/1940 zurück. Die vermutlich seit der Zeit um 1800 verputzten Außenwände wurden bis auf die Südwestwand freigelegt, das Gebälk von Fachwerk und Dachstuhl teils ersetzt, die beiden Dachgauben entfernt und der Dachreiter einschließlich der Spitze und die gesamte Verschieferung erneuert. Die Fenster erhielten ihre heutige Position und Größe. Im Inneren wurde die ehemals offene Treppe weiter nach hinten verlegt und als geschlossener Aufgang gestaltet. Die Kirchenbänke wurden auf Holzdielen in einen Block gestellt. Zuvor standen sie auf einem Sandsteinboden und ließen einen Mittelgang frei. Eine schmale Eingangstür ersetzte die zweiflügelige Tür und ein Treppenaufgang aus hiesigem Diabas die ehemaligen Sandsteinstufen.
Bei einer Innenrenovierung im Jahr 1963 unter der Leitung des damaligen Landeskonservatoren Hans Feldtkeller erhielten die Inventarstücke zum großen Teil ihre heutige farbliche Fassung in russischem Malachit, das sich an der mutmaßlichen ursprünglichen Farbe orientierte. Kanzel und Altar und teilweise das Gestühl wurden erneuert, eine Bankheizung eingebaut und das Geläut elektrifiziert.
Seit 1966 sind Rachelshausen, Bellnhausen und Runzhausen pfarramtlich verbunden zur Kirchengemeinde "RuBelRa" im Nachbarschaftsraum Evangelische Kirche im Gladenbacher Land im Dekanat Biedenkopf-Gladenbach in der Propstei Nord-Nassau der Evangelischen Kirche in Hessen und Nassau.
Bei einer Außenrenovierung im Jahr 1978 wurde der Putz stellenweise erneuert und der Dachstuhl durch Querbalken stabilisiert. 1981/1981 folgte ein Innenanstrich und die Freilegung der Balken unter der Empore und unter der Decke. Das Dach wurde 1991 neu verschindelt und schadhaftes Fachwerk und sonstige Holzbalken ausgetauscht, der Sandsteinboden im Altarbereich durch Diabas ersetzt, eine Fußbodenheizung eingebaut, die Fenster instand gesetzt, eine elektrische Orgel angeschafft und die Bemalung erneuert, wobei die Marmorierung nicht überall erhalten werden konnte. Die letzte Renovierung fand 1997/1998 statt und schloss auch die dendrochronologische Untersuchung der verwendeten Bauhölzer ein.

## Architektur

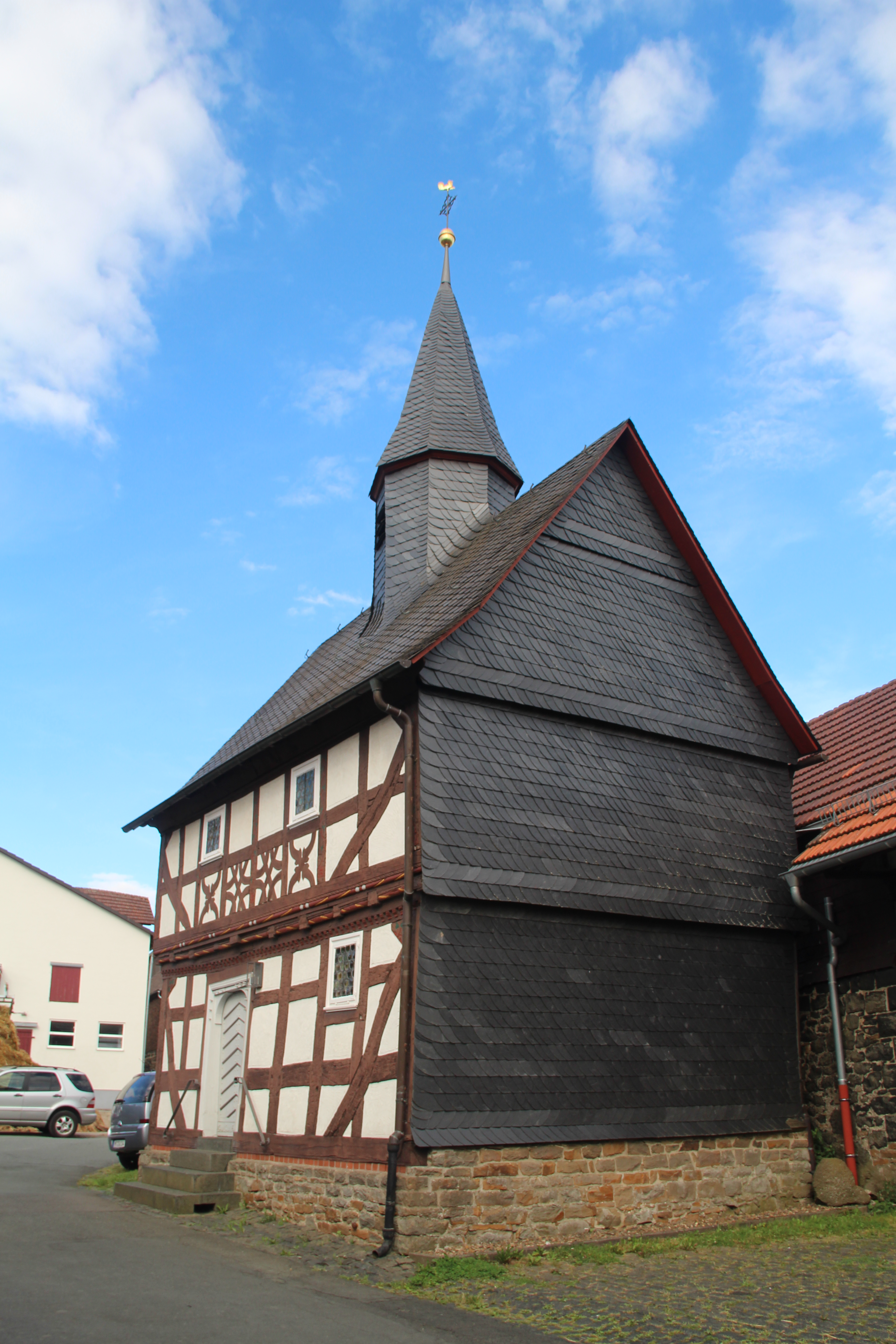
Ansicht von Westen

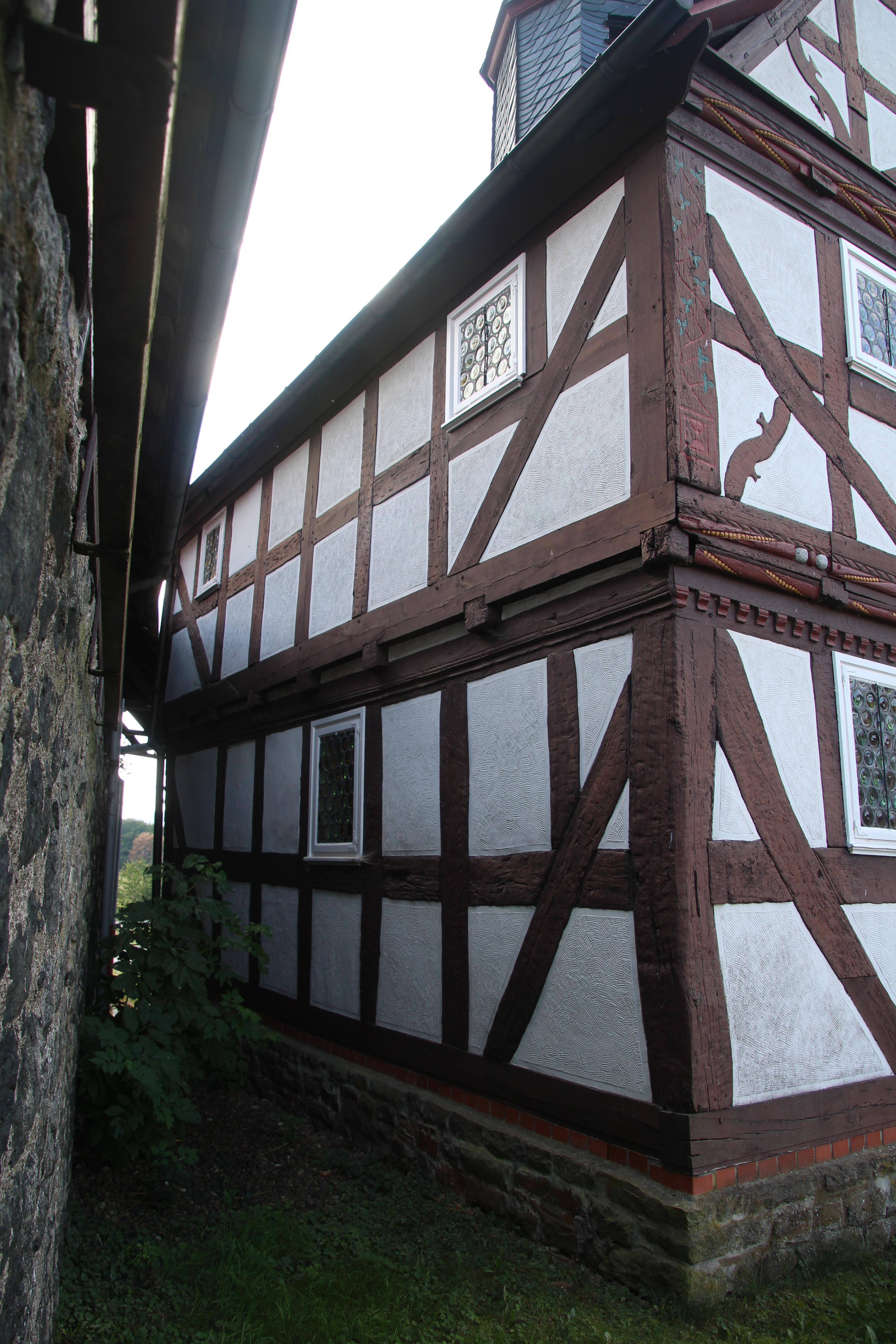
Südostseite

Die Kapelle im Süden des Ortszentrums ist entsprechend dem Straßenverlauf nicht geostet, sondern nach Nord-Nordost ausgerichtet. Auf beengtem Grundstück grenzt das Kirchlein im Nordwesten unmittelbar an die Straße und stößt im Süden an das Nachbargehöft.
Die zweigeschossige Fachwerkkirche in Rähmbauweise ist über einem niedrig aufgemauerten, umlaufenden Steinsockel aus Grauwacke auf rechteckigem Grundriss von 7,10 Meter Länge und 5,55 Meter Breite errichtet. Sie wird von einem verschieferten Satteldach bedeckt, dem mittig ein kleiner oktogonaler Dachreiter aufgesetzt ist. Er beherbergt eine Glocke, die im Jahr 1805 von dem Tiefenbacher Glockengießer Bernhardt vor Ort gegossen wurde. Sie trägt die Inschrift: "Raechelshaussen 1805. Die Gebrieder von Diefenbach gos mich, aus dem Feuer flos ich. Schultheisz Oszmann, Johann Georg Aßmann". Der vollständig verschieferte Schaft des Dachreiters weist Richtung Norden mehrere kleine rechteckige Schalllöcher für das Geläut auf. Der achtseitige Spitzhelm wird von einer Messingkugel, einem Turmkreuz und einem vergoldeten Wetterhahn bekrönt.
Während die zwei nördlichen Seiten das prächtige Fachwerk zeigen, hat die der Straße abgewandte Südostseite nur schlichte Gefache und geschosshohe Fußstreben an den Eckstielen ohne Zierformen. Die Südwestwand ist vollständig verschindelt. Unklar ist, ob hier das Fachwerk ebenso verziert ist, wie die gegenüberliegende Seite. Das Ober- und Giebelgeschoss springen vor. An allen Seiten ist das Fachwerk symmetrisch angeordnet. Die nordwestliche Langseite hat im Untergeschoss Fachwerk in drei Ebenen und im Obergeschoss in zwei Ebenen, die an den Eckstielen jeweils mit stabilisierenden Fußstreben versehen sind, die entweder geschosshoch sind oder kleine Knaggen zeigen. Die durchlaufenden Brustriegel im Untergeschoss werden nur durch die rechteckige Holztür unterbrochen. In der Nordostseite hat Fachwerk je zwei Ebenen mit geschosshohen Fußstreben an den Eckstielen. Die Gefache im Untergeschoss sind ohne Zierschmuck. Hingegen zeichnen sich Ober- und Giebelgeschoss durch reiche barocke Zierformen aus, die in diesem Ausmaß für die Gegend untypisch sind und fränkischen Einfluss aufweisen: im Obergeschoss und im Giebeldreieck geschweifte Gegenstreben an den Fußstreben mit Nasen, in der Mitte feuerbockartige, geschweifte Andreaskreuze, an der Nordwestseite zusätzlich zwei Andreaskreuze mit vier Viertelkreisbögen in den Ecken und im nördlichen Giebeldreieck das Mann-Motiv sowie zwei unterschiedlich gestaltete Andreaskreuze in der Giebelspitze. Das Quergebälk zwischen den Geschossen hat ein profiliertes Klötzchenfries und ist mit Taubändern, Perl- und Eierstäben reich geschnitzt. Die Stiele und Kopfknaggen haben farbig unterlegte Flachschnitzereien. Der Innenraum wird im Obergeschoss an drei Seiten durch je zwei kleine, annähernd quadratische, im Untergeschoss durch zwei kleine hochrechteckige Fenster im Nordosten und je ein weiteres Fenster in den Langseiten belichtet. Sie sind alle mit kleinen runden Scheiben bleiverglast. Die Südwestseite und die Giebelgeschosse sind fensterlos.

## Ausstattung

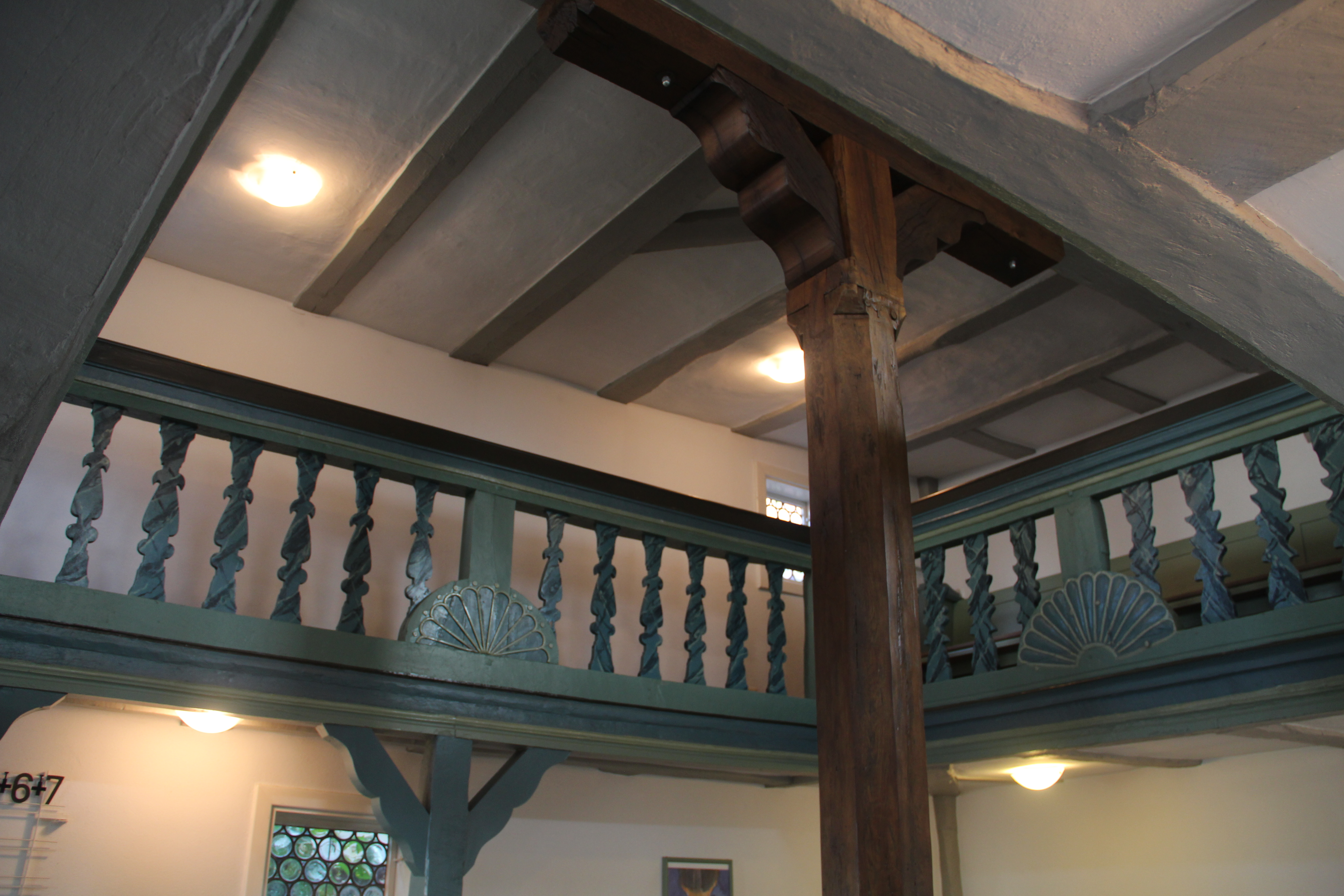
Emporen mit Vierkantdocken und Fächerrosetten

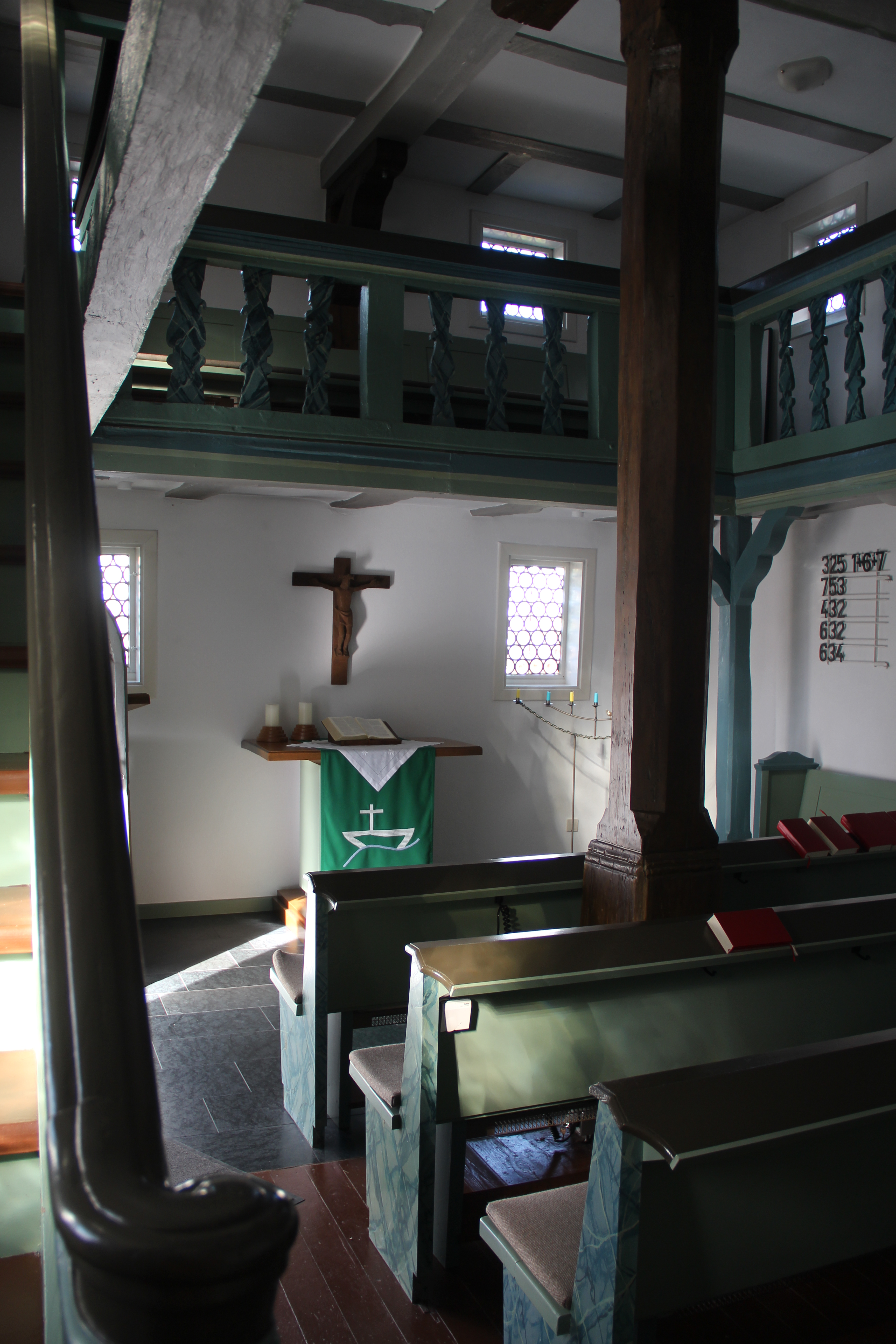
Blick auf den Altarbereich

In die Kapelle ist eine vierseitig umlaufende, hölzerne Empore eingebaut, die ungewöhnlicherweise auch über dem Altarbereich verläuft. Sie entspricht dem zweigeschossigen Gefüge und ist von Anfang an so konzipiert worden, wie die umlaufenden Balkenköpfe erweisen. Die Empore ist mit profilierten, blau-grün-marmorierten Vierkantdocken und im Fußbereich der drei Mittelstützen mit geschnitzten Halbsonnen verziert. Diese Art von fächerförmiger Rosette gelangte im 16. Jahrhundert aus dem Harzraum nach Westfalen und Hessen. Die Empore ist über einen Aufgang an der Nordwestseite begehbar und ruht im Südosten auf zwei Pfosten mit Kopfbändern. Die Flachdecke wird von einem Längsunterzug getragen, von dem Querbalken ausgehen und die Decke gliedern. Eine mächtige hölzerne Vierkant-Mittelsäule, die im Mittelbereich achtseitig gestaltet ist, stützt den Unterzug und den Dachreiter.
Die übrigen schlichten, hölzernen Inventarstücke wurden im 20. Jahrhundert gefertigt, das Kirchengestühl 1939, der eichene Altar und die Kanzel im Jahr 1963. Im Jahr 1965 schnitzte Elfriede Bedbur aus Biedenkopf das eichene Altarkreuz, ein Kruzifix des Viernageltypus. Die Wangen der Bänke erhielten wie die Emporendocken 1963 ihre blau-grüne Marmorimitation. Der Fußboden im Altarbereich ist mit grauen Steinplatten aus örtlichem Diabas belegt, von denen sich ein anthrazitfarbenes Kreuz im Boden abhebt. Die nordwestliche Eingangstreppe ist ebenfalls aus Diabas gestaltet. Auf der Südwestempore ist eine elektronische Orgel aufgestellt.